# Joel Wapnick
Joel Wapnick (né en  1946 à Montréal, Canada) est un joueur de Scrabble canadien. Il a remporté le Championnat du monde de Scrabble anglophone en 1999 face à Mark Nyman du Royaume-Uni. Il a aussi été vice-champion du monde en 1993 et 2001. Il est le seul joueur qui est apparu trois fois dans la finale. Il est aussi un ancien champion d'Amérique du Nord et du Canada. Il est classé deuxième au Québec au classement anglophone.
En 1999 au championnat du monde, il a gagné 18 parties sur 24 pour se qualifier pour la finale en 5 manches maximum. Il a remporté la finale 3 manches à 1.
Il est professeur de musique à  l'Université McGill à Montréal.

## Palmarès
- Or : Championnat du monde 1999
- Or : North-American Scrabble Championship 1983
- Or : Championnat du Canada 1998 2011
- Or : Niagara Falls International Open 2015
- Argent  : Championnat du monde 1993
- Argent  : Championnat du monde 2001
- Argent  : North-American Scrabble Championship 1992
- Argent  : North-American Scrabble Championship 2014
- Bronze :  North-American Scrabble Championship 1988
- Bronze :  North-American Scrabble Championship 2008
- Bronze :  North-American Scrabble Championship 2012
- Bronze : Championnat du Canada  1996 2008

| Année | World SC | North American SC | Canadian SC | Niagara Falls |
| ----- | -------- | ----------------- | ----------- | ------------- |
| 1978  |          | 24e               |             |               |
| 1979  |          |                   |             |               |
| 1980  |          | 10e               |             |               |
| 1981  |          |                   |             |               |
| 1982  |          |                   |             |               |
| 1983  |          | Or                |             |               |
| 1984  |          |                   |             |               |
| 1985  |          | 18e               |             |               |
| 1986  |          |                   |             |               |
| 1987  |          | 20e               |             |               |
| 1988  |          | Bronze            |             |               |
| 1989  |          | 12e               |             |               |
| 1990  |          | 27e               |             |               |
| 1991  | 27e      |                   |             |               |
| 1992  |          | Argent            |             |               |
| 1993  | Argent   |                   |             |               |
| 1994  |          | 9e                |             |               |
| 1995  | 19e      |                   |             |               |
| 1996  |          | 18e               | Bronze      |               |
| 1997  | 36e      |                   |             |               |
| 1998  |          | 28e               | Or          |               |
| 1999  | Or       |                   |             |               |
| 2000  |          | 11e               | 15e         |               |
| 2001  | Argent   |                   |             |               |
| 2002  |          | 10e               |             |               |
| 2003  | 17e      |                   | 15e         |               |
| 2004  |          | 9e                |             |               |
| 2005  | 33e      | 55e               | 4e          |               |
| 2006  |          | 47e               |             |               |
| 2007  | 4e       | 24e               |             |               |
| 2008  |          | 17e               | Bronze      |               |
| 2009  | 10e      | Bronze            |             |               |
| 2010  |          | 30e               |             |               |
| 2011  | 35e      | 75e               | Or          |               |
| 2012  |          | Bronze            |             |               |
| 2013  | 56e      | 8e                | 36e         |               |
| 2014  | 23e      | Argent            |             |               |
| 2015  |          | 31e               |             | Or            |
| 2016  | 8e       | 7e                |             | 4e            |
| 2017  | 15e      | ___               |             | 4e            |
| 2018  | 33e      | 24e               |             | 27e           |